# ليزلي باريش
ليزلي باريش (بالإنجليزية: Leslie Parrish)‏ هي عارضة وممثلة أمريكية، ولدت في 13 مارس 1935 في الولايات المتحدة.

## وصلات خارجية
- ليزلي باريش على موقع IMDb (الإنجليزية)
- ليزلي باريش على موقع ألو سيني (الفرنسية)
- ليزلي باريش على موقع أول موفي (الإنجليزية)
- ليزلي باريش على موقع قاعدة بيانات الأفلام السويدية (السويدية)
- ليزلي باريش على موقع قاعدة بيانات الفيلم (الإنجليزية)
- ليزلي باريش على موقع كينوبويسك (الروسية)